# Pseudolampetis
Pseudolampetis es un género de escarabajos barrenadores metálicos del orden Coleoptera.

## Especies
- Pseudolampetis aequatoris (Obenberger, 1924)
- Pseudolampetis bilineata (Latreille, 1813)
- Pseudolampetis boliviana Obenberger, 1939
- Pseudolampetis camposi (Théry, 1907)
- Pseudolampetis cincta (Kerremans, 1897)
- Pseudolampetis circumsulcata (Laporte y Gory, 1837)
- Pseudolampetis elytralis (Obenberger, 1917)
- Pseudolampetis fasciata (Kerremans, 1919)
- Pseudolampetis luteitarsis (Moore, 1986)
- Pseudolampetis plagiata (Kerremans, 1919)
- Pseudolampetis rossi (Cobos, 1969)
- Pseudolampetis soukupi Obenberger, 1939
- Pseudolampetis weyrauchi (Cobos, 1969)